# Sägezahn (Aerodynamik)

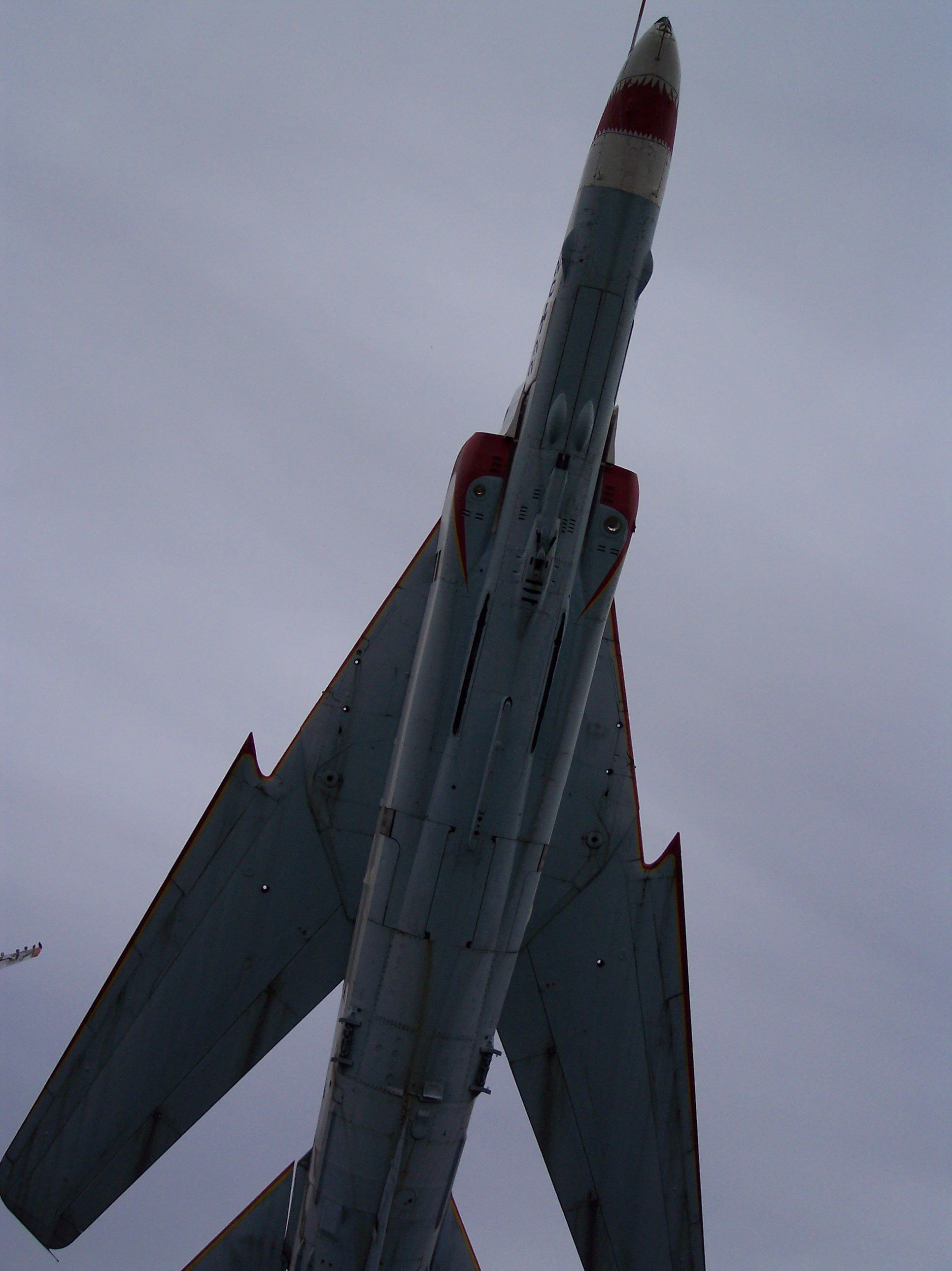
Sägezahn an einer MiG-23

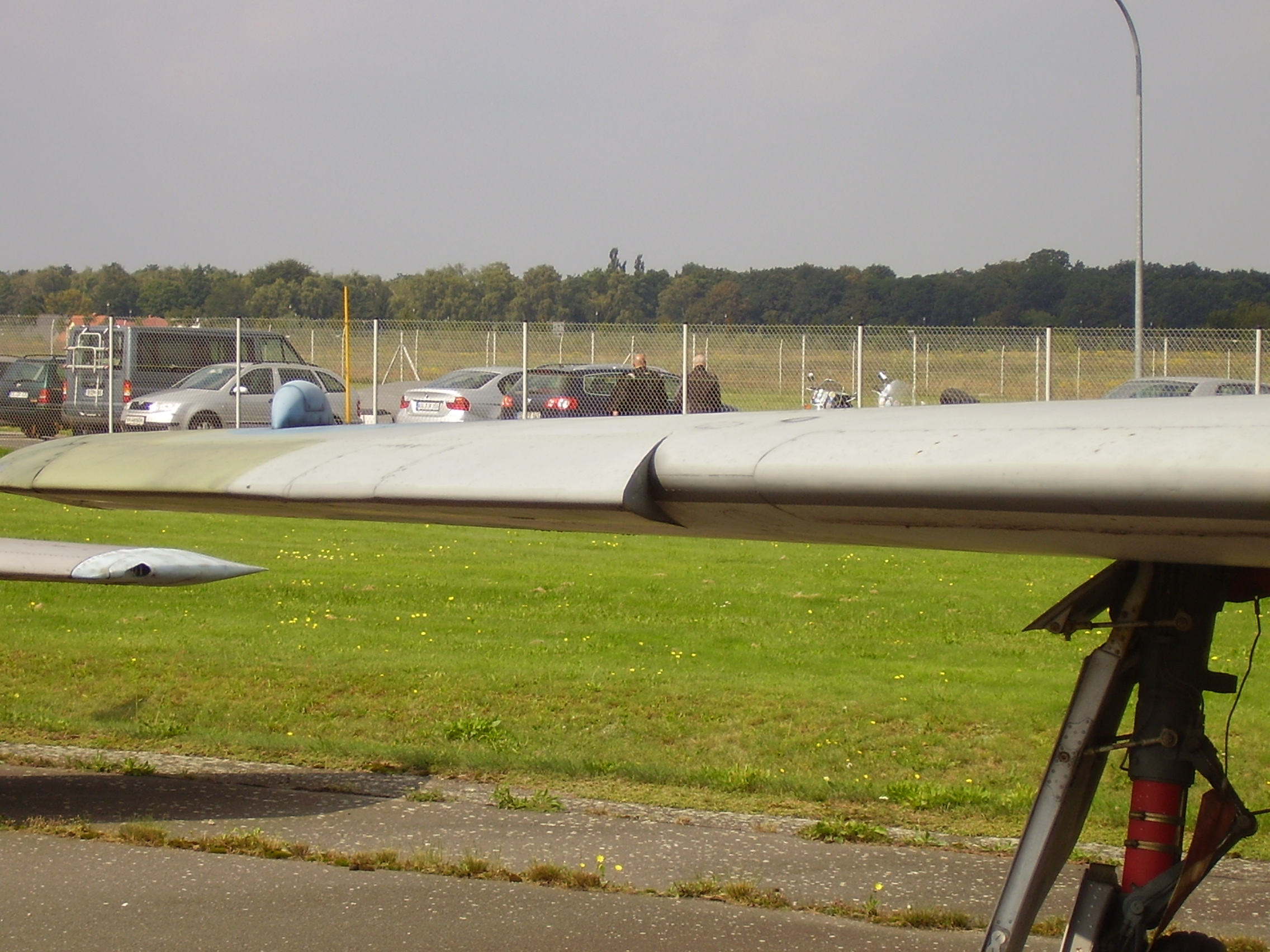
Sägezahn an Hunter F.6

Ein Sägezahn ist in der Aerodynamik eine aerodynamische Baugruppe am Flügel oder Leitwerkflächen, welche die Strömung vor allem über den Außenbereichen bei hohen Anstellwinkeln beeinflusst. Die Bezeichnung kommt von der gezackten (zahnartigen) Gestaltung der Vorderkante.

## Wirkungsweise
Beim Flug mit hohen Anstellwinkeln löst sich an Flügeln kleiner Streckung im Außenbereich die Strömung ab. Dies führt zu Verlust von aerodynamischem Auftrieb und Wirksamkeit der Steuerflächen. Um die äußere Strömung zu stabilisieren, wird über den so genannten Sägezahn an der Vorderkante ein neuer (Vorderkanten-)Wirbel erzeugt. Dieser bringt zusätzliche Energie in die sich ablösende Strömung und stabilisiert sie dadurch. Das Flugzeug kann höhere Anstellwinkel erfliegen und hat bessere Manövriereigenschaften in diesem Flugbereich.
Sägezähne finden sich vor allem bei älteren Flugzeugen.

### Weitere Möglichkeiten
Neben Sägezähnen bestehen weitere Möglichkeiten, die Strömung über der Tragfläche, vor allem über dem Außenbereich, zu stabilisieren:
1. Grenzschichtzaun
2. Strake
3. Vortexgenerator
4. Absaugen/Ausblasen der Grenzschicht

## Beispiele

Verschiedene Flugzeugtypen mit Sägezähnen in der aerodynamischen Auslegung
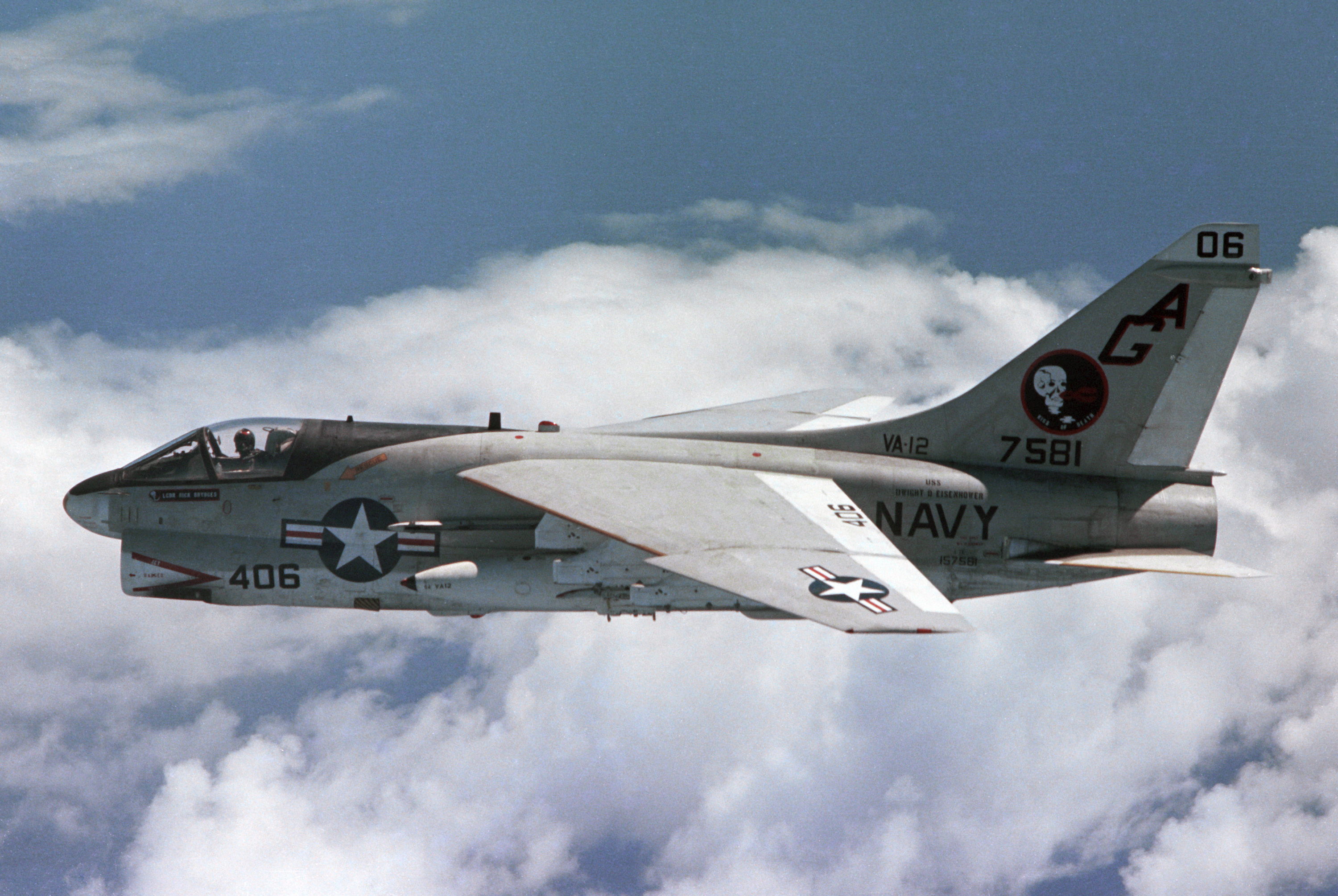
Vought A-7
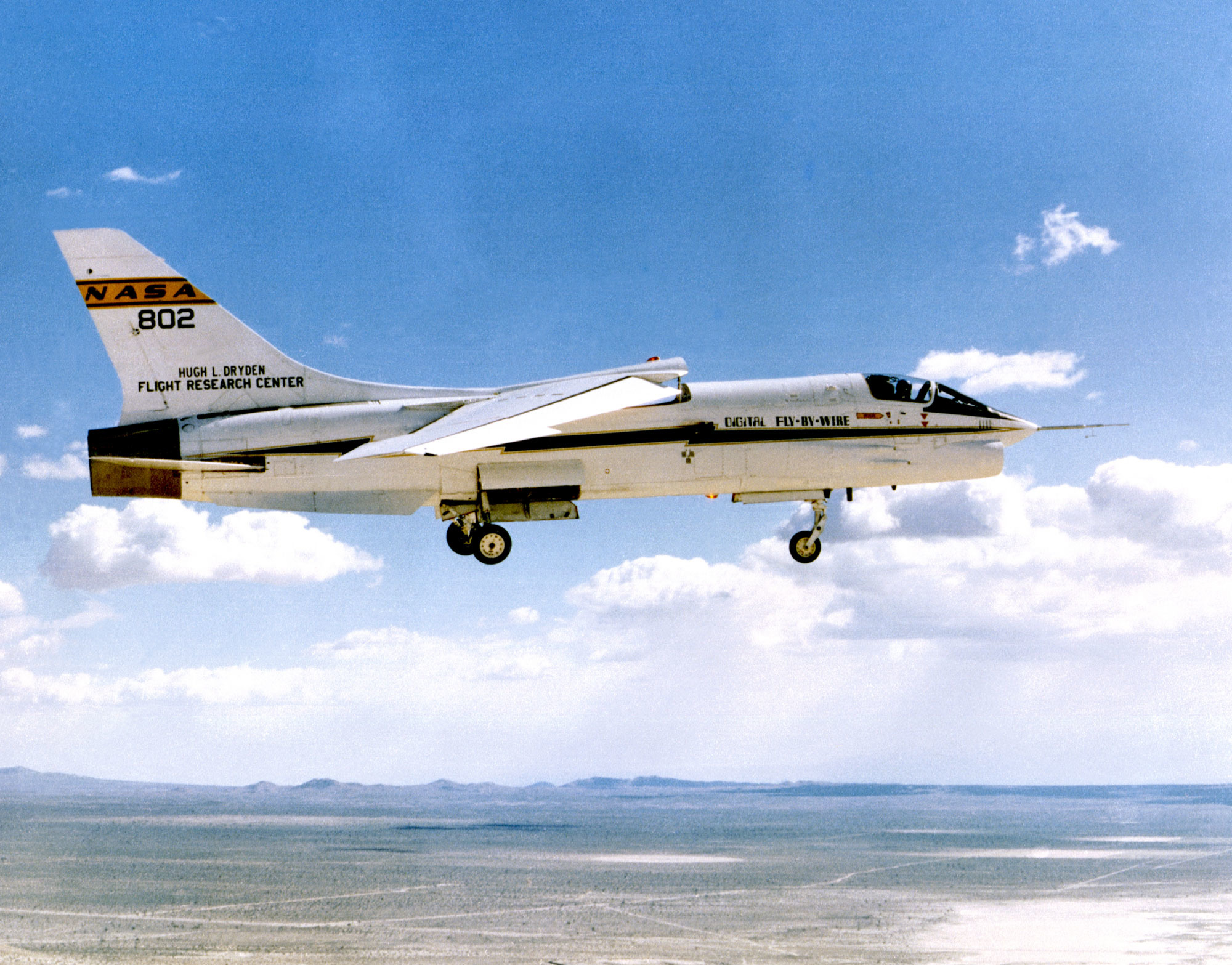
Vought F-8
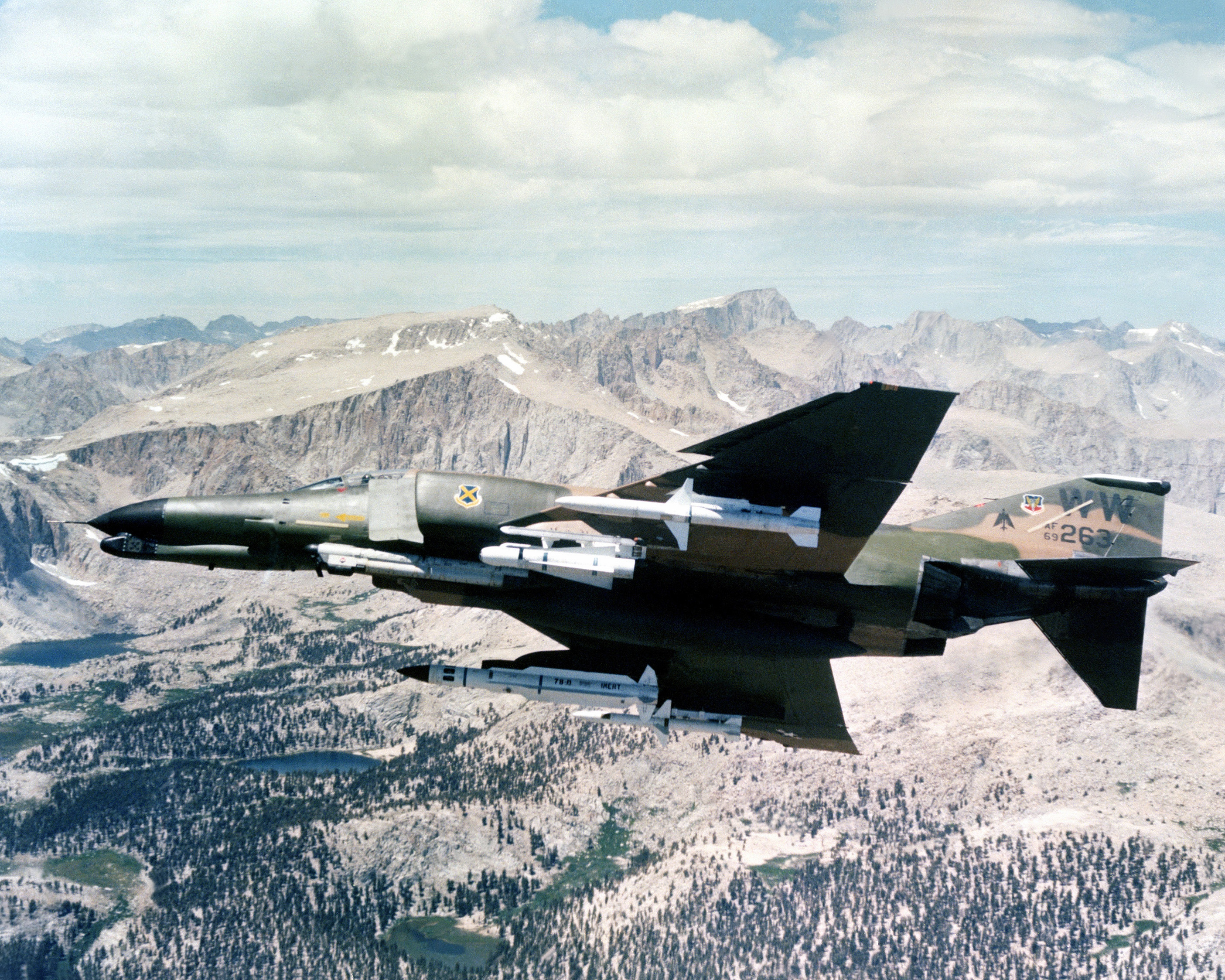
McDonnell F-4
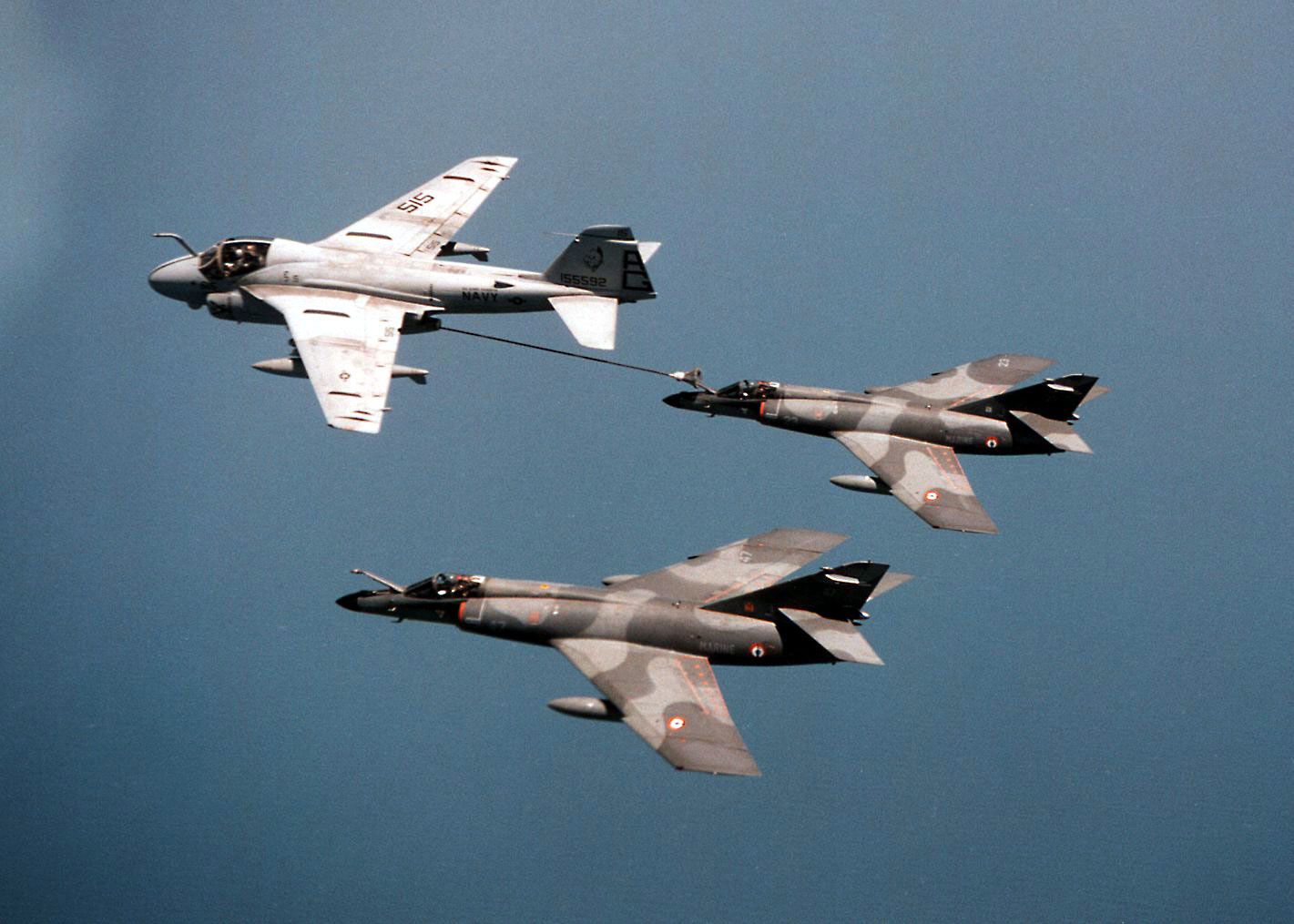
Dassault Super Étendard
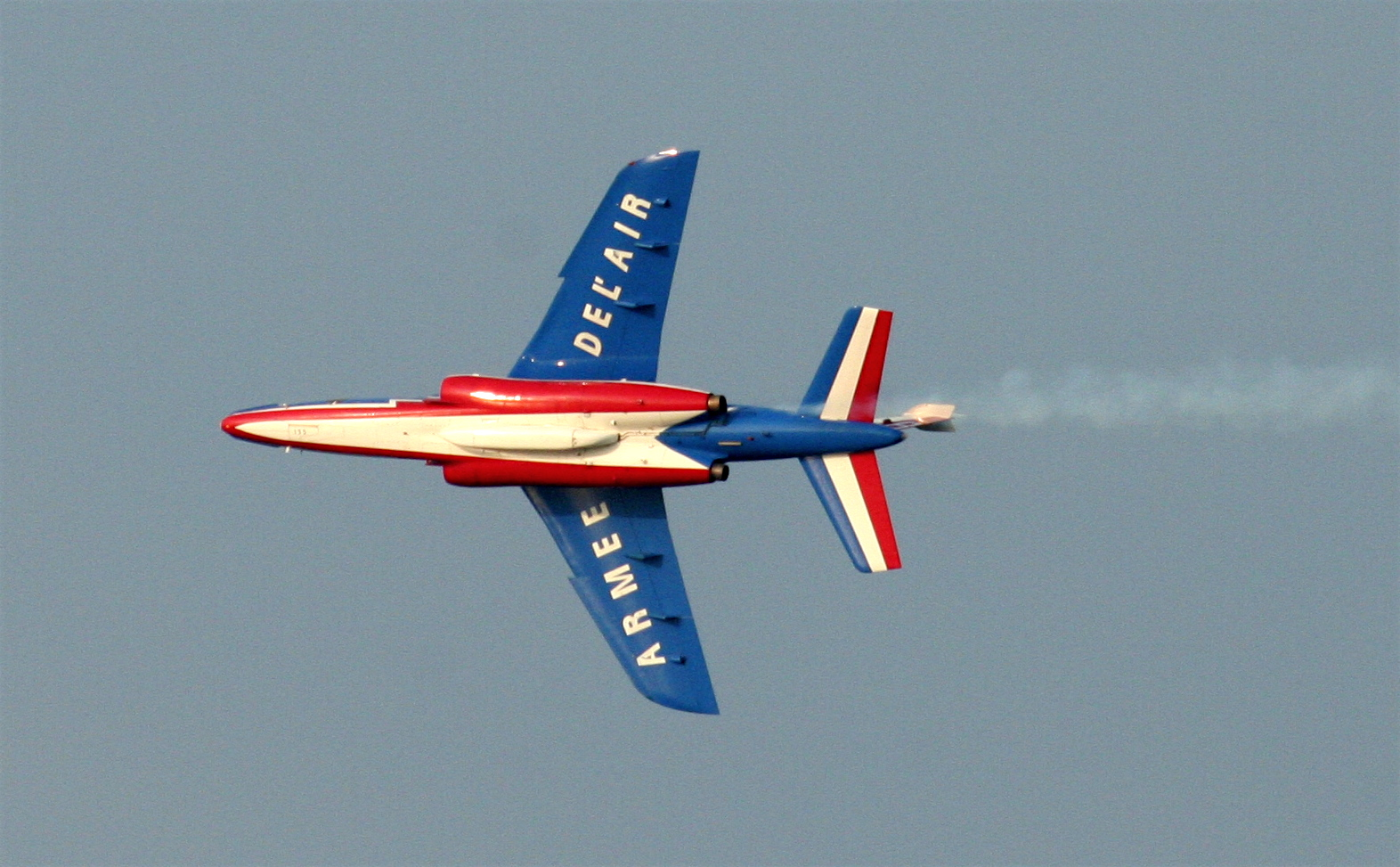
Alpha Jet